# Hyperoedesipus plumosus
Hyperoedesipus plumosus är en kräftdjursart som beskrevs av Nicholls och Angela C. Milner 1923. Hyperoedesipus plumosus ingår i släktet Hyperoedesipus och familjen Hypsimetopidae. Inga underarter finns listade i Catalogue of Life.